# ناوتو كاميفوكوموتو
ناوتو كاميفوكوموتو (باليابانية: 上福元 直人) (مواليد 17 نوفمبر 1989)، هو لاعب كرة قدم ياباني سابق كان يلعب كحارس مرمى.

## وصلات خارجية
- ناوتو كاميفوكوموتو على موقع رابطة كرة القدم اليابانية للمحترفين (اليابانية)
- ناوتو كاميفوكوموتو على موقع قاعدة بيانات كرة القدم.إي يو (الإنجليزية)
- ناوتو كاميفوكوموتو على موقع Soccerway.com (الإنجليزية)
- ناوتو كاميفوكوموتو على موقع عالم كرة القدم.نت (الإنجليزية)